# Ischnocnema gehrti
Ischnocnema gehrti är en groddjursart som först beskrevs av Miranda-Ribeiro 1926.  Ischnocnema gehrti ingår i släktet Ischnocnema och familjen Brachycephalidae. IUCN kategoriserar arten globalt som otillräckligt studerad. Inga underarter finns listade i Catalogue of Life.